# Johannes Lotichius
Johannes Lotichius (auch: Lütke; * 13. Februar 1576 in Lamspringe; † 25. März 1650 in Helmstedt) war ein deutscher Rechtswissenschaftler.

## Leben
Der Sohn des Bürgermeisters Joachim Lütke († 1590) und dessen Frau Margaretha Dingeler besuchte bis zu seinem vierzehnten Lebensjahr die Schule seines Geburtsorts. 1590 wurde er auf der Schule in Schöningen und 1595 in Wolfenbüttel ausgebildet. Am 29. Mai 1598 bezog er die Universität Helmstedt, wo er anfänglich bei Cornelius Martini ein philosophisches Studium absolvierte und dann bei Andreas Cludius ein Studium der Rechtswissenschaften in Angriff nahm. 1610 wurde er Sekretär an der Universität, 1612 außerordentlicher Professor an der juristischen Fakultät. Am 20. August 1615 promovierte er zum Doktor der Rechte.
Am 7. Mai 1617 wurde er ordentlicher Professor der Instituten, man übertrug ihm am 30. September 1637 die Professur der Pandekten und in seinen letzten Lebensjahren die Professur des Kodex. Zudem war er 1616 Rat von Johann Georg von Anhalt und 1619 Rat von Herzog Frantz von Sachsen. Er beteiligte sich auch an den organisatorischen Aufgaben der Helmstedter Hochschule und war dreimal Vizerektor der Alma Mater.

## Familie
Aus seiner am 9. Juni 1616 in Wolfenbüttel geschlossenen Ehe mit Magaretha (* 22. September 1597 in Wolfenbüttel; † 24. Februar 1664 in Helmstedt), einer Tochter des fürstlich braunschweigisch-lüneburgischen Hausmarschalls Heinrich Mehrdorf (Meerdorff, gest. 1628) und dessen Frau Margarethe Lützenhof (gest. 1627), sind sechs Söhne und eine Tochter hervorgegangen. Bekannt sind von den Kindern:
- Heinrich Lotichius (Lottich) (* 2. Dezember 1624 in Helmstedt; † 10. April 1657 ebenda) studierte Medizin[3]
- Hans Heinrich Lotichius (* 10. Mai 1617 in Helmstedt; † 12. Januar 1621 ebenda)
- Joachim Lotichius (* 15. September 1620 in Helmstedt; † 23. Januar 1621 ebenda)
- Joachim Wilhelm Lotichius (* 6. Mai 1619 in Helmstedt; † 18. Mai 1619 ebenda)[4]
- Johannes Valentin Lotichius war Hofrat des Herzogs Christian von Mecklenburg
- Sohn NN. († 23. Mai 1618 in Helmstedt)[5]

## Werke
- De Actionibus Conclusionum Iuridicarum Decas. Lucius, Helmstedt 1606. (Digitalisat)
- De transactionibus. Lucius, Helmstedt 1617. (Digitalisat)
- Disputatio Iuridica De Mora. Lucius, Helmstedt 1619. (Digitalisat)
- De exceptionibus in genere summatim et in specie latius de exceptione fori seu incompetentiae dissertatio. Lucius, Helmstedt 1637. (Digitalisat)
- Dissertatio Inauguralis, De Foro Competente, Tam Communi Quam Privilegiato . Muller, Helmstedt 1641. (Digitalisat)
- De Compensationibus Exercitatio Iuridica. Muller, Helmstedt 1644. (Digitalisat)
- Dissertatio Inauguralis, De Melioratione Feudali. Muller, Helmstedt 1649. (Digitalisat)
- Disputatio De Iure Emphyteutico. Lucius, Helmstedt 1630. (Digitalisat)
- Dissertatio Inavgvralis, De Ivre Retractvs. Muller, Helmstedt 1649. (Digitalisat)

## Weblink
- Druckschriften von und über Johannes Lotichius im VD 17.